# Image of the Fendahl
Image of the Fendahl (L'image du Fendahl) est le quatre-vingt-quatorzième épisode, de la première série de la série télévisée britannique de science-fiction Doctor Who. Il fut originellement diffusé en quatre parties, du 29 octobre au 19 novembre 1977.

## Accroche
Le Docteur perçoit une menace qui pourrait détruire la Terre, et il part avec Leela dans l'époque contemporaine pour enquêter. Il se retrouve à Fetchborough où des scientifiques semblent avoir retrouvé le crâne de Fendahl, une créature tuée autrefois par les seigneurs du temps. L'un des scientifiques commence à être possédé par la créature.

## Distribution
- Tom Baker — Le Docteur
- Louise Jameson — Leela
- Denis Lill — Dr Fendelman
- Scott Fredericks — Max Stael
- Wanda Ventham — Thea Ransome
- Edward Arthur — Adam Colby
- Daphne Heard — Martha Tyler
- Geoffrey Hinsliff — Jack Tyler
- Edward Evans — Ted Moss
- Derek Martin — David Mitchell
- Graham Simpson — Le passant

## Résumé
Dans un prieuré près du village de Fetchborough, quatre scientifiques, Adam Colby, Max Stael, Thea Ransome et le Dr Fendelman effectuent des tests sur un crâne humain qu'ils ont découvert au Kenya et qui date apparemment de 12 millions d'années. Mais lorsque le Dr Fendelman tente d'utiliser son scanner sonique afin de tenter d'avoir une image du propriétaire du crâne, celui-ci semble réagir et se met briller. Il semble exercer une fascination sur Thea et relâche une énergie qui va tuer un homme qui passait par là.
Alors que le Docteur et Leela tentent de réparer K-9, l'énergie émise par le scan attire l'attention du TARDIS et du Docteur. Selon lui, cette force pourrait créer une implosion de la planète Terre. Arrivé près de Fetchborough, le Docteur et Leela se retrouvent séparés. Leela découvre le cottage de Ma Tyler, une vieille femme qui semble posséder des pouvoirs psychiques et qui semble avoir peur d'une créature capable de dévorer son âme, tandis que le Docteur se retrouve à combattre des créatures qui semblent avoir été créées par le crâne. L'une d'entre elles tue un des gardes que Fendelman avait engagé pour surveiller le prieuré et le Docteur se retrouve accusé de l'avoir assassiner.
Toutefois, les scientifiques, en particulier le Dr Fendelman sont réticents à l'idée d'appeler la police, notamment parce que celui-ci est persuadé que le crâne est d'origine extra-terrestre et que la percée de son secret permettra de découvrir d'où est issue l'humanité. Le Docteur entre en contact avec le crâne qui lui cause un choc psychique. Sauvé par Leela, il comprend que le crâne est un Fendahleen, une créature issue de la mythologie des seigneurs du temps, supposée disparue avec la chute de la 5e planète. Le Docteur tente d'enquêter auprès de Ma Tyler et découvre qu'elle possède ses pouvoirs grâce à une fissure temporelle locale. Il tente de revenir sur la 5e planète, mais celle-ci est scellé par les seigneurs du temps dans une boucle temporelle, empêchant quiconque de s'y approcher.
Thea commence peu à peu à se convertir afin de devenir le centre du Fendahl, une créature qui se nourrit d'énergie pure et transforme ce qu'il y a autour. Ce pouvoir est repéré par Steal qui est en réalité le chef d'un groupe d'occultiste qui pensent pouvoir contrôler le Fendahl et s'en servir pour dominer le monde. Ils capturent Thea, Colby et tuent Fendelman, qui avait été influencé de par ses gènes, à rapporter le Fendahl et à le manipuler afin que Thea atteigne le stade final de sa transformation. Thea prend la forme du Fendahl et transforme les membres du culte en Fendahleen, des créatures grotesques proches du serpent. Le Docteur réussi à libérer Colby et à aider Stael à se suicider afin de ne pas se transformer en Fendahleen. Le groupe, accompagné de Ma Tyler et son petit fils, découvre que les Fendahleen sont allergiques au sel et le Docteur demande à Colby de régler le scanner sur une impulsion suffisante pour que celle-ci provoque l'explosion du manoir. Tous parviennent à s'enfuir avant l'explosion. De retour dans le TARDIS, le Docteur décide de jeter le crâne du Fendahl à l'intérieur d'une supernova afin que sa race soit détruite à jamais et projette de réparer de nouveau K-9.

### Continuité
- S'il apparaît brièvement dans l'épisode K-9 ne parle pas et ne prend pas part à l'aventure.
- Le Docteur explique la possibilité de 6e sens de Ma Tyler au fait qu'elle ait vécu près d'une faille temporelle, la même explication que donnera en 2005, le 9e Docteur à Gwyneth dans Des morts inassouvis.
- C'est le premier épisode où l'on apprend que les seigneurs du temps peuvent cadenasser un événement dans une boucle temporelle et qu'il est expliqué que le TARDIS possède un champ télépathique.
- l'idée du sel servant d'arme contre des créatures issue de superstition sera réutilisé dans Aux Confins de l'Univers
- Le script n'explique pas qui est la personne qui a ouvert la porte au Docteur pour le libérer dans la seconde partie. Une théorie de fan explique qu'il pourrait s'agir d'une des Clara Oswald.

## Production

### Écriture
L'épisode est considéré comme le dernier des épisodes s'inspirant des films d'horreur gothique, une idée lancé par le producteur Philip Hinchcliffe et le script-éditor (responsable des scénarios) Robert Holmes et qui avait débuté deux ans plus tôt avec « Planet of Evil. » Pour celui-ci, le scénariste Chris Boucher s'est alors inspiré d'un épisode de la version cinématographique de 1967 de la série Quatermass intitulé en français, Les Monstres de l'espace. Dans lequel un groupe de scientifiques découvre un squelette plus vieux que l'humanité. Il se souvient aussi d'une nouvelle dans laquelle des extra-terrestres tentent d'accélérer l'évolution de l'être humain afin de servir leurs intérêts. L'épisode fut commissionné officiellement le 2 mai 1977.
Au cours de l'écriture, Chris Boucher apprit qu'un nouveau membre, K-9 avait été ajouté à la série et il décida d'insérer deux passages où l'on montre qu'il est cassé, afin de ne pas avoir à réécrire son script et d'éviter à John Leeson d'être engagé pour ne délivrer que trois lignes.
À l'époque, de nombreux fans ont cru qu'un épisode nommé “The Island Of Fandor” (L'île de Fandor) avait été abandonné, alors qu'il s'agissait d'une erreur de transcription téléphonique du titre de cet épisode.

### Casting
- L'épisode est connu par les fans de la série Sherlock car Wanda Ventham (Thea Ransome) est la mère de Benedict Cumberbatch. Elle avait aussi joué le rôle de Jean Rock, dans l'épisode « The Faceless Ones. »

### Tournage
Sachant que l'épisode allait comporter de nombreuses scènes de nuit, le producteur Graham Williams engagea un réalisateur vétéran dans la domaine en la personne de George Spenton-Foster, connu pour avoir tourné et produit des séries comme Out Of The Unknown  ou Thirty Minute Theatre. Tourné comme le 4e épisode de la saison, l'épisode changea de place pour s'intercaler entre « The Invisible Enemy » et « The Sun Makers » dans le but de ne pas avoir deux histoires se situant sur une colonie humaine à la suite.
Le tournage débuta du 1er au 4 août 1977 à Stargrove Manor à East End dans le Hampshire, lieu où avait déjà été tourné « Pyramids of Mars » deux ans auparavant. La nuit du 2 août lors d'un tournage dans les bois, un des éclairage pris feu et le tournage dû être interrompu le temps d'en récupérer un nouveau à Londres.
Le tournage en studio débuta les 20 et 21 août 1977 au studio 6 du Centre télévisuel de la BBC par l'enregistrement des deux premières parties. La seconde session eu lieu du 4 au 6 septembre par l'enregistrement des deux dernières parties et de la scène finale de la partie 2. Jugés "trop phaliques" les costumes des Fendahleens ont dû être changés au dernier moment pour atténuer cette impression.

## Diffusion et Réception
| Épisode | Date de diffusion | Durée | Téléspectateurs en millions | Archives            |
| --- | ----------------- | ----- | --------------------------- | ------------------- |
| Épisode 1 | 29 octobre 1977   | 24:38 | 6,7                         | Bandes couleurs PAL |
| Épisode 2 | 5 novembre 1977   | 24:44 | 7,5                         | Bandes couleurs PAL |
| Épisode 3 | 12 novembre 1977  | 24:22 | 7,9                         | Bandes couleurs PAL |
| Épisode 4 | 19 novembre 1977  | 20:32 | 9,1                         | Bandes couleurs PAL |
| Diffusé en quatre parties du 29 octobre au 19 novembre 1977, l'épisode fit un score d'audience relativement moyen. |                   |       |                             |                     |

### Critiques
En 1995 dans le livre "Doctor Who : The Discontinuity Guide", Paul Cornell, Martin Day, et Keith Topping jugent cet épisode comme étant "l'un des meilleurs moment d'horreur franche dans l'histoire de Doctor Who" même s'il est "possible que le premier épisode soit trop long... mais la ferveur de la production le maquille assez bien." Les auteurs de "Doctor Who : The Television Companion" (1998) trouvent que le scénario est trop "flou" et que le Fendahl et les Fendahleen ont "un côté décevant" dû à la pauvreté des effets spéciaux. Ils apprécient néanmoins les personnages secondaires.
En 2010, Patrick Mulkern de Radio Times estime que l'histoire est "évidemment" "bonne" si ce n'est grande, et constitue le point culminant d'une saison décevante. Il apprécie le jeu de Tom Baker mais trouve que Leela est "plus calme".
John Sinnott du site DVD Talk donne à l'épisode la note de 3,5 sur 5, appréciant l'atmosphère mais trouve que le lent départ et l'histoire "assez alambiquée" l'empêche de devenir un classique.

## Novélisation
L'épisode fut romancé sous le titre Doctor Who and the Image of the Fendahl par Terrance Dicks et publié en juillet 1979. Il porte le numéro 34 de la collection Doctor Who des éditions Target Book. Ce roman ne connut pas de traduction à ce jour et sa couverture, peinte par John Geary, fut élue « couverture de roman dérivé de Doctor Who la plus laide » selon le Doctor Who Magazine.

## Éditions commerciales
L'épisode n'a jamais été édité en français, mais a connu plusieurs éditions au Royaume-Uni et dans les pays anglophones.
- L'épisode est sorti en VHS en mars 1993.
- Il eut droit à une sortie en DVD avril 2009 en Angleterre. L'édition contient les commentaires audios de Tom Baker, Louise Jameson, Wanda Ventham et Edward Arthur, un documentaire sur la création de l'épisode, des scènes coupées et d'autres bonus. Le DVD connut une édition à part entière de le cadre des "Doctor Who DVD Files" n°70 le 7 septembre 2011.